# IP Multimedia Subsystem

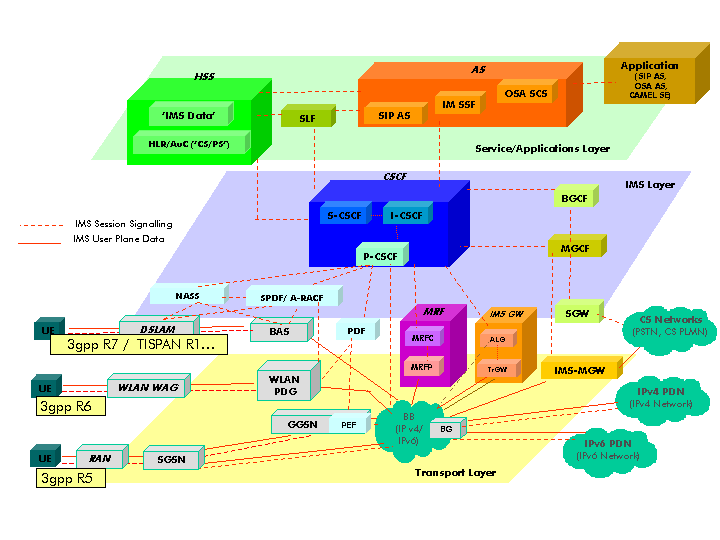
IMS Infrastructuur

Het IP Multimedia Subsystem (IMS) is een gestandaardiseerde Next Generation Networking (NGN) infrastructuur voor telefonie aanbieders die multimedia diensten willen aanbieden voor mobiele en vaste toepassingen. Het gebruikt bijvoorbeeld een Voice over IP (VoIP) implementatie gebaseerd op een 3GPP standaardimplementatie van het Session Initiation Protocol (SIP). Bestaande telefonie systemen (zowel packet-switched en circuit-switched) worden ondersteund en worden als het ware geïntegreerd binnen IMS.
Het doel van IMS is het aanbieden van alle bestaande en toekomstige diensten van het internet. Daarnaast krijgen gebruikers de mogelijkheid om diensten te gebruiken van hun thuisnetwerk met behulp van roaming, of met andere woorden het toegang verkrijgen met het thuisnetwerk via een vreemd (vaak buitenlands) netwerk. Om dit doel te realiseren gebruikt IMS open standaard IP protocollen, gespecificeerd door het IETF. Een multimedia sessie tussen twee IMS gebruikers, tussen een IMS gebruiker en een internetgebruiker of twee internetgebruikers zal gebruikmaken van exact hetzelfde protocol. Hiermee wordt uiteindelijke een integratie met het internet en mobiele toepassingen verder mogelijk, doordat mobiele technologie verdergaand gebruik kan maken van toepassingen op het internet, dan momenteel (begin 2006) mogelijk is.
De eventuele invoering van het IP Multimedia System zal waarschijnlijk stap voor stap verlopen. In eerste instantie zal het mogelijk alleen worden toegepast binnen de mobiele telefonie netwerken zelf. Later zal eventuele integratie met vaste telefonie (POTS en ISDN) en WLAN-(wifi)netwerken volgen.

## Uitgangspunten
- Onafhankelijke toegang: IMS zal uiteindelijk werken met elk type netwerk (vast, mobiel of draadloos) met behulp van packet-switched netwerken, zoals GPRS, UMTS, WLAN, DSL, kabel, enzovoort. Tevens zal oudere circuit-switched netwerken, zoals POTS, ISDN en GSM ondersteund worden met behulp van zogenaamde gateways. Het open karakter van het systeem maakt integratie met andere systemen mogelijk.
- Verschillende netwerkinfrastructuren: IMS staat toe dat telefonieaanbieders en leveranciers van (bijvoorbeeld internet) diensten verschillende typen netwerkinfrastructuren kunnen gebruiken.
- Mobiliteit van gebruiker en communicatieapparaat: Het mobiele netwerk is in staat communicatieapparaten mobiel te laten gebruiken (met behulp van roaming), terwijl gebruikersmobiliteit geleverd wordt met behulp van IMS en SIP. Bijvoorbeeld iemand kan met behulp van één SIP-adres een gebruiker te bellen op zijn mobiel, zijn vaste telefoon thuis of op het werk.
- Uitgebreide IP-gebaseerde diensten: IMS maakt het eenvoudiger om IP-gebaseerde diensten aan te bieden. Enkele voorbeelden zijn voice over IP (VoIP), Push to talk over cellular (PoC), videoconferentie en instant messaging.